# Arturo Vidal
Arturo Erasmo Vidal Pardo, čilenski nogometaš, * 22. maj 1987, Santiago, Čile.
Vidal trenutno nastopa za brazilski Flamengo in čilensko reprezentanco. Je zelo raznovrsten igralec, saj je sposoben igrati v vezni vrsti ali v obrambi.

## Zgodnje življenje
Vidal se je rodil v San Joaquínu, delavskem predelu čilenske prestolnice Santiago. Pri 18 letih se je pridružil čilenskemu velikanu Colo-Colo.

## Klubska kariera
Vidal je med profesionalci debitiral na prvi tekmi finala zaključnega turnirja Aperture 2006, tedaj sta moči med seboj merila Vidalov Colo-Colo in njihov večni tekmec Universidad de Chile. V igro je prišel v zadnjih desetih minutah kot zamenjava za Gonzala Fierra. Colo-Colo je ob Vidalovem prihodu na igrišče že vodil z 2-1 in je tekmo varno pripeljal do konca ter se kasneje tudi veselil naslova prvaka Aperture 2006. V naslednji sezoni (Clausura 2006) je Vidal že imel pomembnejšo vlogo in je povedel Colo-Colo do drugega zaporednega naslova zapored. V celotni sezoni je zbral preko 30 ligaških nastopov. Izkazal se je tudi na mednarodnem turnirju Copa Sudamericana 2006 (južnoameriški različici Lige prvakov), na katerem je dosegel tri zadetke. Na tem turnirju so Vidala tudi opazili tuji ogledniki.
Apertura 2007 je bila tako njegova zadnja pri Colo-Coloju, saj je sledil prestop v Nemčijo k Bayerju iz Leverkusna. Vidala so sicer Bayerjevi kadrovniki dolgo časa opazovali in spremljali njegov napredek. Šele dobre predstave na Svetovnem prvenstvu do 20 let 2007 so Bayerjevega direktorja Rudija Völlerja prepričale, da mlademu Čilencu ponudi podpis pogodbe. Kluba sta se naposled domenila za 11 milijonov dolarjev odškodnine, pri čemer je Bayer za 70% last Vidalove pogodbe odštel 7,7 milijona dolarjev. Vidalov prestop je tako podrl rekord rojaka Matija Fernandeza, ki je oktobra 2006 za 9 milijonov dolarjev okrepil vrste španskega Villarreala.
Vidal je zaradi poškodbe izpustil prvo tekmo sezone, a si je kmalu priboril mesto v začetni enajsterici, debitiral je 19. avgusta 2007 ob porazu v gosteh pri Hamburgu. Od prve minute je začel polovico Bayerjevih tekem v tisti sezoni, na svoji tretji tekmi na nemških tleh je že zatresel mrežo. V sezoni 2008/09 je bil eden najvidnejših mož Bayerja in je odigral ključno vlogo pri preboju Bayerja v finale nemškega pokala. 8. marca je na tekmi proti Bochumu utrpel pretres možganov, ki ga je od nogometnih zelenic oddaljil za cel mesec. Ob povratku se je vpisal med strelce ob Bayerjevi polfinalni zmagi s 4-1 nad Mainzom. Farmacevti so se nato v finalu srečali z bremenskim  Werderjem in izgubili po golu Mesuta Özila.
Leta 2011 je prestopil k torinskemu Juventusu, kjer je podpisal 5 letno pogodbo. 

## Reprezentančna kariera
Vidal je Čile zastopal že na Južnoameriškem mladinskem prvenstvu (U20) 2007. Na turnirju v Paragvaju se je izkazal, saj je bil s šestimi zadetki drugi najuspešnejši strelec prvenstva. V moštvu je igral na položaju centralnega vezista in je Čilenski mladi reprezentanci pomagal do uvrstitve na Svetovno U20 prvenstvo 2007. Na tistem prvenstvu se je Čile tudi po Vidalovi zaslugi (dvakrat se je vpisal med strelce) uvrstil na končno tretje mesto. Levji delež k uspehu ekipe je prispeval predvsem v osmini finala, ko je dosegel zmagoviti zadetek proti izbrani vrsti Portugalske. V članski reprezentanci je Vidal debitiral na prijateljski tekmi proti Venezueli, ki jo je Čile dobil z izidom 1-0. Odtlej je pod selektorjem Marcelom Bielso postal redni član čilenskega moštva, v južnoameriških kvalifikacijah za Svetovno prvenstvo 2010 je odigral 11 tekem in dosegel 1 zadetek. Bielsa ga je maja 2010 tudi uvrstil med potnike na Svetovno prvenstvo v JAR.

### Reprezentančni zadetki
| # | Datum             | Prizorišče          | Nasprotnik | Zadel za | Končni izid | Tekmovanje                          |
| - | ----------------- | ------------------- | ---------- | -------- | ----------- | ----------------------------------- |
| 1 | 5. september 2009 | Santiago, Čile      | Venezuela  | 1–0      | 2–2         | Kvalifikacije za Svetovno prvenstvo |
| 2 | 17. november 2010 | Santiago, Čile      | Urugvaj    | 2-0      | 2-0         | Prijateljska tekma                  |
| 3 | 4. julij 2011     | San Juan, Argentina | Mehika     | 2-1      | 2-1         | Copa América 2011                   |

## Dosežki
- Colo-Colo

- Apertura

- 1. mesto: 2006, 2007

- Clausura

- 1. mesto: 2006